# Depresiunea Câmpulung (Muscel)
Depresiunea Câmpulung (Muscel) este o depresiune subcarpatică situată la sud de Carpații Meridionali.
Geologie
Este de origine tectonică, și s-a format acum 60 de milioane de ani în perioada cretacicului superior a erei mezozoice, prin prăbușirea unei zone de cristalin, afundate astăzi la câteva mii de metri, de-a lungul unor planuri de falie.
Geomorfologie
Relieful este format din văile râurilor care brăzdează depresiunea și coline, sub forma unor dealuri prelungi, de natură structurală, care coboară concordant, cu stratificația slab ondulată sau ușor înclinată. Aceste dealuri sunt cunscute în literatura geografică sub numele de "mușcele". În comuna Valea Mare - Pravăț apare cea mai mare înălțime din nordul depresiunii Câmpulung: 1243 m (Vârful Mateiaș).
Rețeaua hidrografică permanentă și-a adâncit cu ușurință văile (Râul Târgului, Argeșel) în depozitele mio-pliocene, creând o serie de terase.